# Admiral Schofield
Admiral Donovhan Schofield (Londres, 30 de março de 1997) é um jogador britânico de basquete profissional que atualmente joga no Orlando Magic da National Basketball Association (NBA) e no Lakeland Magic da G-League.
Ele jogou basquete universitário na Universidade do Tennessee e foi selecionado pelo Philadelphia 76ers como a 42º escolha geral no draft da NBA de 2019.

## Primeiros anos
Filho de Anthony e Dawn Schofield, Admiral nasceu no St Mary's Hospital em Londres. Seu irmão O'Brien Schofield foi um jogador de futebol americano que ganhou um Super Bowl com o Seattle Seahawks.
Schofield frequentou a Zion-Benton High School, onde jogou como pivô. Em seu último jogo do ensino médio, ele registrou 23 pontos e 18 rebotes contra Stevenson na final do Campeonato Regional da Classe 4A. No AAU, ele competiu pelo Team NLP de Dickey Simpkins.

## Carreira universitária
Como calouro, Schofield teve médias de 7,6 pontos e 4,0 rebotes. Ele perdeu três jogos em seu segundo ano enquanto estava suspenso por violar as regras da equipe. Ele teve seu primeiro duplo-duplo da carreira com 18 pontos e 10 rebotes em uma derrota para Flórida. Em seu segundo ano, Schofield teve médias de 8,2 pontos e 4,4 rebotes.
Em seu terceiro ano, Schofield foi nomeado para a Equipe do Torneio da SEC devido a um esforço de 22 pontos na derrota na final do Torneio da SEC para Kentucky. Nessa temporada, ele teve médias de 13,9 pontos e 6,5 rebotes. Schofield foi nomeado para a Segunda Equipe da SEC. Após a temporada, ele se declarou para o Draft da NBA de 2018, mas não contratou um agente, deixando aberta a possibilidade de retornar. Schofield anunciou seu retorno a Tennessee em 29 de maio.
Em sua última temporada, Schofield teve médias de 16,5 pontos e 6,1 rebotes e foi nomeado para a Primeira Equipe da SEC. Em seu último jogo da carreira, uma derrota por 99-94 na prorrogação para Purdue, Schofield terminou com 21 pontos.

## Carreira profissional

### Washington Wizards (2019–2020)

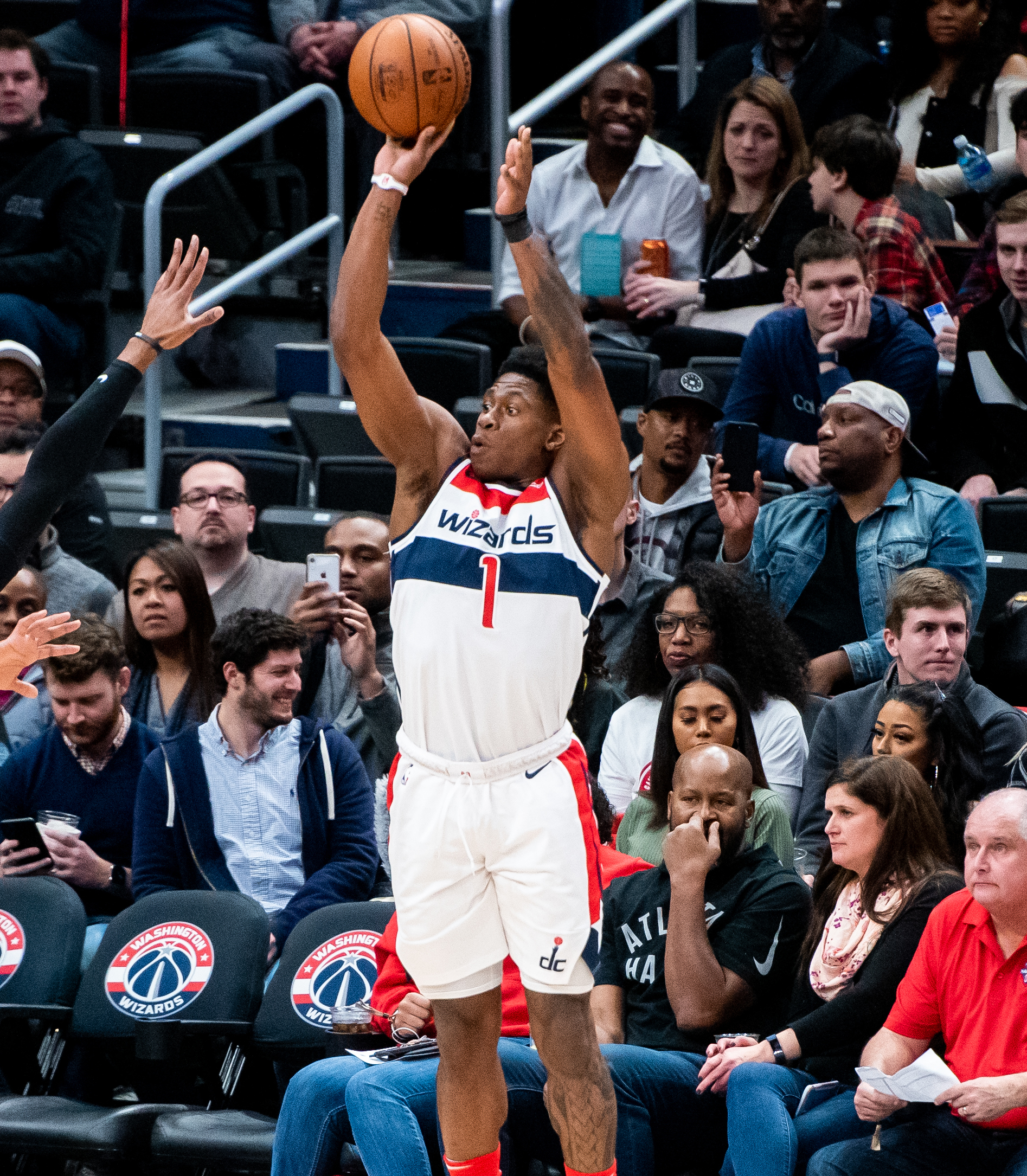
Schofield em 2020

Schofield foi selecionado pelo Philadelphia 76ers na segunda rodada do draft da NBA de 2019 e foi imediatamente negociado com o Washington Wizards. Ele assinou um contrato de três anos e US$ 4,3 milhões com os Wizards em julho.
Schofield foi designado para a equipe afiliado da G-League, Capital City Go-Go. Em 4 de dezembro, ele se tornou o primeiro jogador dos Wizards a jogar pelo time e pelo Go-Go no mesmo dia.
Em 8 de janeiro de 2020, Schofield registrou 18 pontos, seis rebotes e duas assistências na derrota por 123-89 para o Orlando Magic. Antes da paralisação da temporada da NBA, Schofield jogou 27 jogos pelo Wizards e teve médias de 3,1 pontos e 1,3 rebotes em 10,9 minutos. Na G-League, ele foi titular em todos os 33 jogos do Go-Go e teve médias de 16,0 pontos, 5,5 rebotes e 2,0 assistências em 30,9 minutos.

### Greensboro Swarm (2021)
Em 19 de novembro de 2020, Schofield foi negociado, junto com Vít Krejčí, com o Oklahoma City Thunder por Cassius Winston e uma escolha de segunda rodada de 2024. No entanto, ele foi dispensado pelo Thunder no final da pré-temporada.
Em 11 de janeiro de 2021, ele foi selecionado pelo Greensboro Swarm com a primeira escolha geral do draft da G-League. Em 14 jogos, ele teve médias de 10,1 pontos, 5,7 rebotes e 2,1 assistências em 26,2 minutos.

### Lakeland Magic (2021)
Em agosto de 2021, Schofield se juntou ao Atlanta Hawks para a NBA Summer League de 2021. Em 21 de setembro de 2021, ele assinou um contrato de 10 dias com o Orlando Magic. Em 28 de outubro, ele se juntou ao Lakeland Magic e jogou 12 jogos com médias de 14,4 pontos, 7,2 rebotes e 1,8 assistências em 33,0 minutos.

### Orlando Magic (2021–Presente)
Em 17 de dezembro de 2021, Schofield assinou um contrato de 10 dias com o Orlando Magic. Ele assinou um segundo contrato de 10 dias com a equipe em 27 de dezembro. Em 6 de janeiro de 2022, ele assinou um contrato de mão dupla. Em 9 de abril, Schofield foi multado em US $ 20.000 pela NBA por seu papel em uma briga na quadra durante um jogo contra o Charlotte Hornets.
Em 22 de julho de 2022, Schofield assinou outro contrato bidirecional com o Magic. Em 29 de dezembro, ele foi suspenso pela NBA por um jogo sem remuneração por ter saído do banco durante uma briga em um jogo contra o Detroit Pistons. Em 21 de fevereiro de 2023, o Magic converteu o acordo de Schofield em um contrato padrão da NBA.
Em 20 de julho de 2023, Schofield assinou outro contrato de duas vias com o Magic.

## Estatísticas da carreira

### NBA

#### Temporada regular
| Ano      | Equipe     | PJ  | PT | MPJ  | AP   | 3P   | LL   | RT  | AS | BR | TO | PPJ |
| -------- | ---------- | --- | -- | ---- | ---- | ---- | ---- | --- | -- | -- | -- | --- |
| 2019–20  | Washington | 33  | 2  | 11.2 | .380 | .311 | .667 | 1.4 | .5 | .2 | .1 | 3.0 |
| 2021–22  | Orlando    | 38  | 1  | 12.3 | .419 | .329 | .800 | 2.3 | .7 | .1 | .1 | 3.8 |
| 2022–23  | Orlando    | 37  | 0  | 12.2 | .451 | .324 | .913 | 1.7 | .8 | .2 | .1 | 4.2 |
| 2023–24  | Orlando    | 23  | 0  | 3.7  | .385 | .375 | .000 | .7  | .3 | .0 | .0 | 1.1 |
| Carreira | Carreira   | 131 | 3  | 9.8  | .408 | .334 | .595 | 1.5 | .5 | .1 | .1 | 3.0 |

### Universitário
| Ano      | Equipe    | PJ  | PT | MPJ  | AP   | 3P   | LL   | RT  | AS  | BR  | TO | PPJ  |
| -------- | --------- | --- | -- | ---- | ---- | ---- | ---- | --- | --- | --- | -- | ---- |
| 2015–16  | Tennessee | 32  | 22 | 18.7 | .444 | .301 | .897 | 4.0 | .9  | .4  | .3 | 7.6  |
| 2016–17  | Tennessee | 28  | 2  | 19.0 | .453 | .389 | .779 | 4.4 | .8  | .3  | .2 | 8.2  |
| 2017–18  | Tennessee | 35  | 34 | 28.1 | .447 | .395 | .756 | 6.4 | 1.5 | 1.0 | .4 | 13.9 |
| 2018–19  | Tennessee | 37  | 37 | 31.8 | .474 | .418 | .698 | 6.1 | 2.0 | .9  | .5 | 16.5 |
| Carreira | Carreira  | 132 | 95 | 24.4 | .454 | .375 | .782 | 5.2 | 1.3 | .6  | .3 | 11.5 |